# Hippuriphila equiseti
Hippuriphila equiseti är en skalbaggsart som beskrevs av Beller och Hatch 1932. Hippuriphila equiseti ingår i släktet Hippuriphila och familjen bladbaggar. Inga underarter finns listade i Catalogue of Life.